# Euregio (deutsch-niederländischer Kommunalverband)

Logo der Euregio

Die Euregio ist ein deutsch-niederländischer Zweckverband, dem 129 Städte, Gemeinden, Kreise und niederländische Wasserbehörden (Waterschappen) angehören. Auf niederländischer Seite erstreckt sich das Gebiet über die Gebiete Twente und Achterhoek sowie Teile von Nordost-Overijssel und Südost-Drenthe, auf deutscher Seite das Münsterland, den Landkreis Grafschaft Bentheim, die Stadt und den Landkreis Osnabrück sowie Teile des südlichen Emslands. Sie wurde 1958 als erste Europaregion gegründet und feierte 2018 ihr 60-jähriges Bestehen. Die Euregio fördert die grenzüberschreitende Zusammenarbeit zwischen Bürgern, Unternehmen und Organisationen. In der Euregio wohnen circa 3,4 Millionen Menschen auf einer Fläche von 13.000 km². Etwa zwei Drittel der Einwohner und des Gebiets befinden sich in Deutschland und ein Drittel in den Niederlanden. Der Sitz der Geschäftsstelle ist in Gronau, direkt am Grenzübergang Glanerbrug (Enschede).

## Geschichte
Ende der 1950er Jahre begannen Städte, Gemeinden und Provinzen aus dem Münsterland, dem südwestlichen Niedersachsen und den östlichen Niederlanden sich für eine organisierte grenzüberschreitende Zusammenarbeit einzusetzen. Hieraus folgte im Jahr 1958 die Gründung der Euregio, die die erste Europaregion darstellt. Es war vor allem die Notwendigkeit der grenzüberschreitenden Gebietsentwicklung, die damals eine grenzüberschreitende Zusammenarbeit veranlasste. Sowohl in Deutschland als auch in den Niederlanden konnten die Grenzgebiete durch ihre periphere Lage sozial-wirtschaftlich oftmals nicht gleichermaßen von den Entwicklungen im restlichen Land mitprofitieren. Die Grenzkommunen stärkten ihre Position, indem sie gemeinsam aktiv wurden.
Im Euregio-Gebiet bildeten sich zunächst verschiedene Interessensgemeinschaften. 1954 gründeten auf deutscher Seite Vertreter lokaler Behörden und Unternehmen die Interessengemeinschaft Rhein-Ems (später Kommunalgemeinschaft Weser-Ems). In den Niederlanden entstand 1960 die „Belanggemeenschap Twente-Gelderland“. Ein Jahr später, 1961, wurde der „Samenwerkingsverband Oost-Gelderland“ errichtet. Die drei Organisationen arbeiteten zu Beginn informell zusammen und konzentrierten sich auf leichtere und von der Politik getragene Themen, wie die Begegnung von Bürgern durch Kunst-, Kultur- und Sportveranstaltungen oder den Ausbau von Fahrradwegen. Seit Mitte der 60er Jahre kamen Abgeordnete der Instanzen regelmäßig in der Euregio-Arbeitsgruppe zusammen. Gemeinsam arbeiteten sie an einem Übergang von projektbasierten Kontakten zu einer programmatischen Zusammenarbeit, um unter anderem die lokale Wirtschaft und Infrastruktur zu stärken und Grenzpendlerprobleme zu lösen.
Im Jahr 1971 entstand ein sozial-kultureller Arbeitskreis. Einige Jahre später wurde dieser Arbeitskreis nach seinem ersten Vorsitzenden Alfred Mozer (1905–1979) benannt. Mozer war ein Verfechter des Europa-Gedankens. Deshalb unterstützte er grenzüberschreitende Begegnungen von Bürgern. Mit dem Euregio-Rat wurde 1978 die Zusammenarbeit institutionalisiert. Prinz Claus, der Ehemann der damaligen Thronfolgerin Beatrix, hatte die Gründung 1974 angeregt. Anlässlich einer Sitzung der Stichting Streekbelangen Oost-Gelderland sagte er:

„Versuchen Sie einen Euregio-Rat zu bilden, der die Interessen dieser grenzüberschreitenden Region, aber auch die Bereitschaft zu gemeinsamen Anstrengungen im eigenen Kreis in Worte zu fassen weiß.“

Der Rat war das erste regionale grenzüberschreitende Parlament in Europa und fortan das höchste Organ der Euregio.
1985 wurden die beiderseits der Grenze bestehenden Euregio-Sekretariate zusammengelegt. Königin Beatrix und Prinz Claus eröffneten die gemeinsame Geschäftsstelle am Grenzübergang Gronau/Glanerbrug. Zwei Jahre später, 1987, wurde das erste grenzüberschreitende Aktionsprogramm vorgestellt. Es enthielt Strategien für die folgenden 20 Jahre im wirtschaftlichen, soziokulturellen, technologischen und infrastrukturellen Bereich. Neben nationalen Finanziers war auch die Europäische Gemeinschaft an der Finanzierung beteiligt. Es wurden Arbeitskreise für die Themen Wirtschaft, Technologie, Soziales, Schule und Bildung, Tourismus, Kultur, Landwirtschaft, Umwelt, Verkehr und Alltägliche Grenzprobleme/Rettungswesen eingerichtet, um die Strategie umzusetzen.
1992 erfolgte eine Erweiterung der Geschäftsstelle durch das Euregio-Haus. Durch die Zunahme von Sitzungen und Zusammenkünften wurde es notwendig, eine Tagungsstätte zu finden, bei der diese regelmäßig stattfinden konnten. 1994 wurde das Sitzungszentrum Terhaar sive Droste‘ von Prinz Willem-Alexander eingeweiht.
Als die Europäische Union Anfang der 90er Jahre die Gemeinschaftsinitiative INTERREG startete, wurde das grenzüberschreitende Programm der Euregio als eines der ersten genehmigt. Mit Mitteln aus dem Europäischen Fonds für Regionale Entwicklung und von nationalen und regionalen Geldgebern fördert INTERREG A seitdem grenzüberschreitende Projekte in verschiedenen Bereichen.
2014 wurden in Anlehnung an die Strategie Euregio 2020 die drei Ausschüsse „Mozer – Gesellschaftliche Entwicklung“, „Wirtschaft und Arbeitsmarkt“ und „Nachhaltige Raumentwicklung“ eingerichtet.
Seit 2016 ist die Euregio, die bis dahin ein e. V. war, ein deutsch-niederländischer öffentlich-rechtlicher Zweckverband.

## Aufgaben und Arbeitsfelder
Hauptaufgaben:
- Förderung und Verbesserung der Zusammenarbeit auf sozio-kulturellem und sozio-ökonomischem Gebiet
- Wirtschaftliche Entwicklung und grenzübergreifende Nutzung der wirtschaftlichen Chancen im Grenzgebiet
- grenzübergreifende kommunale Zusammenarbeit
- Förderung des gegenseitigen Verständnisses und Vertrauens über die Grenzen hinweg
- Grenzüberschreitende Mobilität
- Professionelle Grenzgängerberatung für die Themen Arbeiten, Unternehmen und Wohnen im Nachbarland
- Initiieren, Organisieren und Durchführen von gemeinsamen Projekten
- Interessenvertretung des Grenzgebiets gegenüber Bundesländern, Provinzen und nationalen Regierungen beider Länder
- Regionale Verwaltung des EU-Förderprogramms INTERREG

Die Euregio verfolgt das Ziel, Hindernisse abzubauen, die durch die Grenze entstehen, so dass ein gemeinsamer Versorgungsraum entsteht. Im wirtschaftlichen Bereich möchte sie die Wettbewerbsfähigkeit der Region stärken. Sie unterstützt kleine und mittlere Unternehmen und regt Kooperationen mit Unternehmen und Wissenschaftseinrichtungen im Nachbarland an. So können Betriebe neue Märkte erschließen und ihre Marktposition verbessern.
Um die Region noch besser zu erschließen, setzt sich die Euregio für einen Ausbau der Infrastruktur ein. Ein wichtiger Wirtschaftsfaktor im Euregio-Gebiet ist der Tourismus, denn neben den größeren Städten wie Münster, Osnabrück, Enschede und Hengelo zieht auch der ländliche Raum viele Besucher an. Gemeinsame Vermarktungsstrategien und die strukturelle Zusammenarbeit der touristischen Regionalverbände mit kleinen und mittleren Unternehmen sollen den grenzüberschreitenden Tourismus fördern.
Auf sozial-kultureller Ebene fördert die Euregio Kontakte zwischen deutschen und niederländischen Bürgern, um ihnen die Kultur und Lebensart des Nachbarlandes näherzubringen. Beispielsweise regt sie den Austausch zwischen Gemeinden an und organisiert Veranstaltungen für Schulen und Vereine.
Die Euregio versteht sich als Plattform für kommunale Zusammenarbeit. Sie regt den Austausch zwischen Städten und Gemeinden in Bereichen wie zum Beispiel dem Gesundheitswesen an, so dass vom Nachbarn gelernt werden kann und die Systeme so weit wie möglich aufeinander abgestimmt bzw. miteinander kompatibel werden.

## Ziele
Insgesamt verfolgt die Euregio das Ziel, „ein Versorgungsgebiet in einer starken Region zu schaffen, in dem die Grenze für die Menschen kein Hindernis mehr darstellt“. Um diese Vision zu verwirklichen, setzt die Euregio thematisch ihre Schwerpunkte auf gesellschaftliche Entwicklung, Wirtschaft und Arbeitsmarkt und nachhaltige Raumentwicklung.
Ein wichtiges Thema für die Euregio ist ein durchlässiger grenzübergreifender Arbeitsmarkt. Die Euregio war die erste grenzübergreifende Organisation, die Beratungen für Grenzgänger angeboten hat (siehe Projekt UNLOCK). Um die Zusammenarbeit zu stärken, fördert die Euregio unter anderem Mini- und Kleinprojekte, die durch INTERREG-Mittel gefördert werden.

## Mitglieder

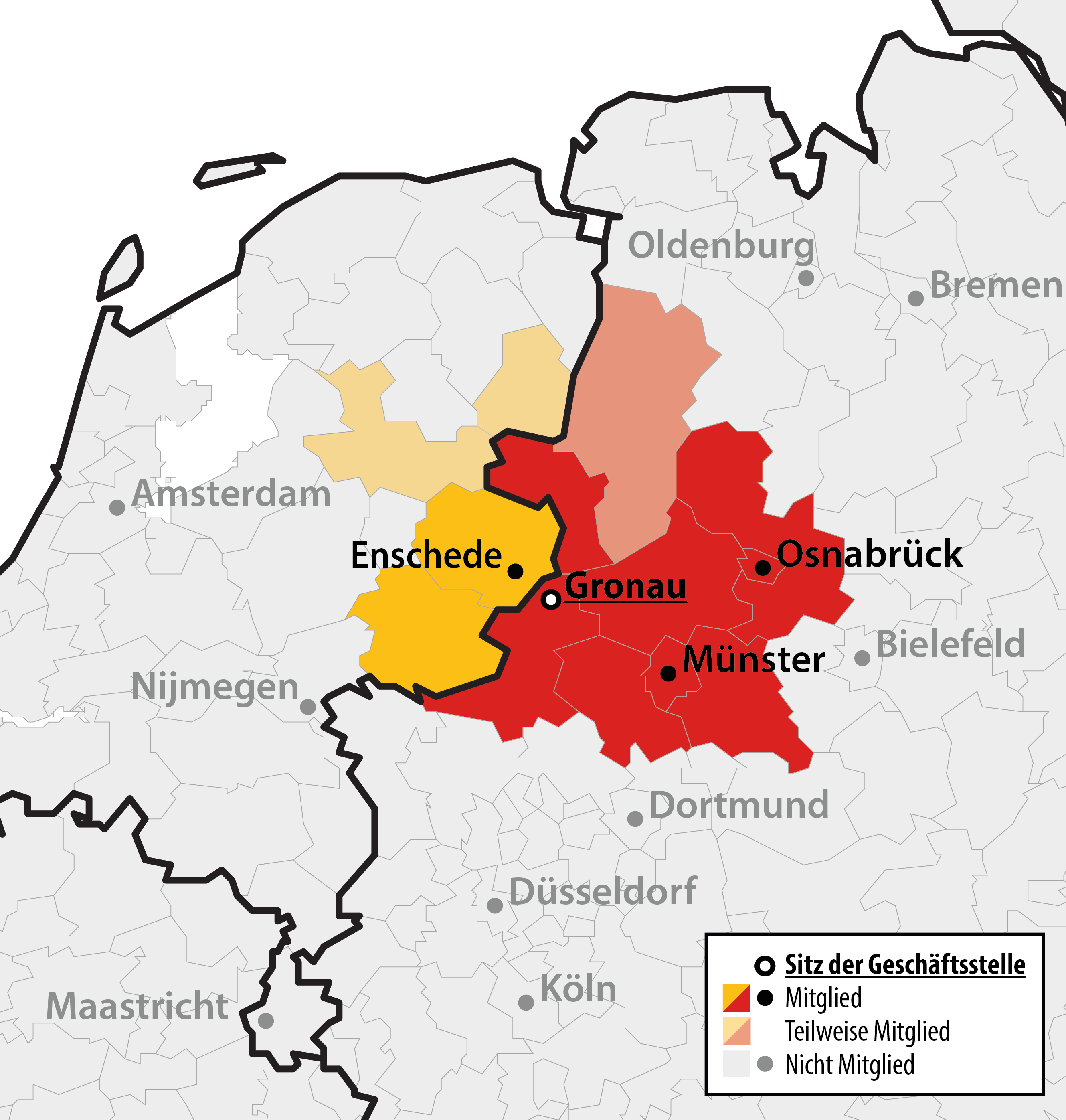
Karte der Mitglieder der Euregio

129 Gemeinden, (Land-)Kreise und kreisfreie Städte sind Mitglied der Euregio. Sie befinden sich in folgendem geografischen Raum:
Deutschland
| - Niedersachsen: - Landkreis Grafschaft Bentheim - Landkreis Osnabrück - Stadt Osnabrück - Teile des südlichen Landkreises Emsland (Emsbüren, Samtgemeinde Spelle und Salzbergen) | - Nordrhein-Westfalen: - Kreis Borken - Kreis Coesfeld - Kreis Steinfurt - Kreis Warendorf - Stadt Münster |

Niederlande
| - Provinz Gelderland: - Achterhoek | - Provinz Overijssel: - Twente - Teile Noordoost-Overijssels (Hardenberg und Ommen) | - Provinz Drenthe: - Gemeinde Coevorden |

## Präsidenten und Geschäftsführer
| Präsidenten: - Hans Paetschki - Wim Schelberg - Rolf Cyprian - Frans Willeme - Günter Alsmeier - Rob Welten |  |  |  |  |  |  | Geschäftsführer: - Wim van Geffen - Jens Gabbe - Peter Petrus - Harald Krebs - Dr. Elisabeth Schwenzow - Christoph Almering |

## Ausgewählte aktuelle Projekte
Im Rahmen des INTERREG Programms werden in der Euregio Projekte in den Bereichen Wirtschaft, Technologie, Innovation, nachhaltige regionale Entwicklung und Integration und Gesellschaft gefördert. Im Folgenden einige Projektbeispiele:
- Das Projekt GIP EUREGIO, Personal über die Grenze! möchte Angebot und Nachfrage auf dem grenzüberschreitenden Arbeitsmarkt zusammenführen.[4] Unterschiede in Sprache, Kultur, Vermittlungssystemen und Gesetzgebung machen die Einstellung von Personal von jenseits der Grenze oder das Arbeiten im Nachbarland oft komplex, mögliche Hürden sollen durch das Projekt vermindert werden. Beim GrenzInfoPunkt Euregio erhalten die Einwohner im Euregio-Gebiet Informationen zum Arbeiten, Studieren und Wohnen im Nachbarland. Neben individuellen Beratungen finden in Zusammenarbeit mit Finanzämtern und Rentenversicherungsträgern auch Steuer- und Pensionssprechstunden statt. Sprechstunden erfolgen regelmäßig in der Geschäftsstelle in Gronau und an verschiedenen Orten in der Euregio.
- Das Projekt Grenzenlose Touristische Innovation (GTI) erleichtert kleinen und mittelständischen touristischen Betriebe im Projektgebiet den Markteintritt im Nachbarland.[5] Im Vordergrund stehen hierbei die Steigerung der Gästezahlen und das Erreichen der Zielgruppen im Nachbarland. Das Projekt GTI unterstützt die touristischen Unternehmen dabei, Know-how über den Auslandsmarkt Deutschland bzw. Niederlande auf- und auszubauen, um so neue, qualitativ bessere touristische Angebote für ihre ausländischen Gäste entwickeln zu können.
- Beim Projekt taNDem (Kunstverbinding/Kunstverbindung) setzen deutsche und niederländische Künstlerinnen, Künstler und Kulturschaffende aus der Euregio in gemeinsamen Tandems Kunst- und Kulturprojekte verschiedenster Art zu einem bestimmten Jahresthema um.[6] So wird die Kunst- und Kultur(erbe)szene im Grenzgebiet gefördert und verbunden.

## Weitere deutsch-niederländische Euregios
- Euregio Die Watten/Watteninseln
- Ems Dollart Region/Eems-Dollard-Region
- Euregio Maas-Rhein/Euregio Maas-Rijn
- Euregio Rhein-Maas-Nord/Euregio Rijn-Maas Noord
- Euregio Rhein-Waal/Euregio Rijn-Waal